# Это всего лишь конец света
«Это всего́ лишь коне́ц све́та» (фр. Juste la fin du monde) — франко-канадский фильм режиссёра Ксавье Долана, вышедший на экраны в 2016 году. Фильм был показан в рамках основной конкурсной программы Каннского кинофестиваля 2016 года, где получил Гран-При жюри.

## Сюжет
Успешный писатель Луи после 12 лет разлуки возвращается в родной дом, чтобы сообщить семье о том, что смертельно болен. Однако воплотить этот план в жизнь непросто, ведь у эксцентричной родни собственные планы.

## В ролях
- Натали Бай — мать
- Венсан Кассель — Антуан
- Марион Котийяр — Катрина[5]
- Леа Сейду — Сьюзан
- Гаспар Ульель — Луи

## Критика
Фильм получил противоречивые отзывы кинокритиков. На пресс-показе на Каннском кинофестивале он был освистан критиками. На сайте Rotten Tomatoes фильм имеет рейтинг 45 % на основе 31 рецензий со средним баллом 5,7 из 10. На Metacritic — рейтинг 48 на основе 11 рецензий. Оценка на портале IMDb — 7,2 из 10.

## Дополнительные сведения
- Фильм снят по мотивам одноимённой пьесы Жана-Люка Лагарса, написанной в 1990 году.[8][9]
- Марион Котийяр уже снималась с Гаспаром Ульельем в фильме «Долгая помолвка» (2004) и Леа Сейду в фильме «Полночь в Париже» (2011). При этом с ними у неё не было общих сцен в этих фильмах.
- Это первый фильм Ксавье Долана, в котором снялись только французские актёры. До этого у него снимались только канадцы[9]
- Гаспар Ульель и Венсан Кассель уже снимались вместе в фильме «Братство волка» (2001). Гаспар встречался с младшей сестрой Венсана, Сесиль Кассель, с 2005 по 2007. Сесиль Кассель также одна из лучших подруг Марион Котийяр.
- Гаспар Ульель и Леа Сейду уже снимались вместе в фильме «Сен-Лоран. Стиль — это я» (2014).
- Венсан Кассель и Леа Сейду уже снимались вместе в фильме «Красавица и Чудовище» (2014).[10][11]
- Это второй фильм Ксавье Долана, снятый по мотивам пьесы. Первым был «Том на ферме» (2013).
- На роль Антуана изначально рассматривался Реда Катеб, Венсан Кассель сменил его буквально в последнюю минуту.[10]
- Среди актёрского состава фильма четыре обладателя премии Сезар — Натали Бай, Марион Котийяр, Гаспар Ульель и Венсан Кассель и один номинант — Леа Сейду.
- Этот фильм - один из двух, участвующих в основном конкурсе Каннского кинофестиваля 2016, с Марион Котийяр в одной из главных ролей. Второй — «Иллюзия любви».
- Это первый фильм с участием Марион Котийяр, получивший приз на Каннском кинофестивале. Несмотря на участие в очень известных фильмах «Ржавчина и кость» (2012) и «Два дня, одна ночь» (2014), они не получали наград фестиваля.
- Это пятая совместная работа Ксавье Долана и оператора Андре Тюрпена. До этого они работали на фильмах «Том на ферме» (2013) и «Мамочка» (2014) и на видеоклипах группы Indochine «College Boy» и Адель «Hello».
- Натали Бай уже снималась у Ксавье Долана в фильме «И всё же Лоранс» (2012).

## Награды и номинации
- 2016 — Гран-при жюри Каннского кинофестиваля.